# Васе Пехливана
Васил (Васо, Васе) Георгиев Пехливанов, известен като Пехливана, е български хайдутин и революционер, войвода на Върховния македоно-одрински комитет.

## Биография
Васе Пехливана е роден в 1870 година в малешевското село Будинарци, тогава в Османската империя, днес в Северна Македония. В 1895 година участва в Четническата акция на Македонския комитет в четата на поручик Петър Начев и поручик Васил Мутафов. В 1899 година е в харамийската чета на Васе Шуперлията. Заедно с Гоне Бегинин и Шуперлията пренася оръжие за Малешевско.
От пролетта на 1900 година е малешевски войвода на ВМОК. Четата му се поддържа с храна, облекло и въоръжение от Кюстендилското македоно-одринско дружество.
През септември 1902 година войводата на ВМОРО Христо Чернопеев измамва Васе Пехливана да се срещне с него. Когато той отказва да промени плановете за въстание, Чернопеев започва сражение с четата му, в което загива един четник, а трима души, включително и Пехливана са ранени. Това проваля избухването на Горноджумайското въстание в Малешевско.
След потушаването на въстанието срещу него е извършено покушение в Кюстендил на 10 ноември 1903 година от терорист на санданистката фракция на ВМОРО, заради стара присъда от ВМОРО.
При избухването на Балканската война в 1912 година Васе Пехливана е доброволец в Македоно-одринското опълчение и служи в четата на Дончо Златков.
Загива преди 1918 година.